# Школа Компару
Школа Компару (яп. 金春流, 今春流, こんぱるりゅう, компару-рю) — одна з п'яти найстаріших шкіл у японському традиційному театрі но. Поділяється на школу виконання головних ролей сіте і школу гри на великому японському барабані тайко.

## Короткі відомості
Акторська школа Компару походить від стародавньої акторської труппи Енман'ї з провінції Ямато, виконавців театрального мистецтва саруґаку. Її патріархом вважається Хата но Кавакацу, чиновник 8 століття, виходець з Кореї чи Китаю. Проте реальним засновником школи є актор і драматург Компару Дзентіку (1405—1470). Особливого розквіту школа набула у 16 столітті. Протягом періоду Едо вона перебувала під патронатом японських високопосадовців. Видатними акторами цієї школи у новий час були Компару Хіронарі, Сакурама Садзін, Сакурама Кюсен, та інші.
Школа барабанщиків Компару була заснована Компару Сабуро Тойоудзі, дядьком Компару Дзентіку. Її також називають школю Компару Соемона, або просто школою Соемона